# Estrella Estévez
Dayris Estrella Estévez Carrera (Yaruquí, 7 de junho de 1972) é uma ativista transgênero equatoriana. Ela foi uma das fundadoras originais da Associação Coccinelle, a primeira organização trans equatoriana. Ela também foi uma peça-chave na descriminalização da homossexualidade no Equador. Além disso, em 2009, Estévez conseguiu mudar o sexo em sua identidade governamental para feminino após uma longa batalha judicial. Ela foi a primeira pessoa no país a fazê-lo, marcando um marco para os direitos LGBT no Equador. 

## Biografia
Estrella Estévez nasceu em 1972 em Yaruquí, uma paróquia rural de Quito. Ela cresceu em uma família pobre como a mais velha de nove filhos. Aos cinco anos, ela começou a se ver como uma menina. Ela sofria bullying na escola, especialmente quando começou a usar roupas femininas. Sua família a aceitou como transgênero e tentou protegê-la do bullying em sua juventude.
Estévez teve dificuldades para se formar em ciências sociais por causa de sua identidade de gênero. Para conseguir o diploma, ela teve que recorrer a Raúl Vallejo, Ministro da Educação do Equador na época.

### Associação Coccinelle
Durante a década de 1990, Estrella Estévez sofreu violência e discriminação da polícia por causa de sua identidade de gênero. Em uma ocasião, em 1995, ela disse que estava comprando um jornal quando dois policiais a insultaram, a prenderam em uma rede e a empurraram para o porta-malas de seu carro. Ela afirma que a prenderam por usar saia e salto alto em público. Na época, detenções arbitrárias de pessoas LGBT eram comuns, especialmente profissionais do sexo e cabeleireiras transgênero. Em 1997, Estévez começou a convidar outras mulheres trans, incluindo Purita Pelayo, para relatar suas histórias de abuso e vitimização à Assembleia Permanente de Direitos Humanos (ADPH, em inglês). Estévez já conhecia a ADPH porque Alex Ponce, um representante da ADPH, a ajudou a abrir um processo sem sucesso contra o jornal La Hora três anos antes. No primeiro encontro com Ponce, os presentes decidiram se organizar para protestar contra a violência policial. Eles fundaram a Associação Coccinelle, a primeira organização transgênero do Equador. Estévez foi um dos fundadores originais, junto com Purita Pelayo e Gonzalo Abarca. 
Após a invasão policial de Bar Abanicos em junho de 1997, a Coccinelle e outras organizações LGBT equatorianas formaram uma frente unida para buscar a descriminalização da homossexualidade. Na época, a atividade homossexual era punível com quatro a oito anos de prisão, de acordo com a primeira cláusula do Artigo 516 do Código Penal. Após discutir possíveis estratégias para conseguir combater a descriminalização, as organizações decidiram argumentar que o Artigo 516 era inconstitucional. Para apresentar um recurso ao Tribunal Constitucional do Equador, elas precisavam obter assinaturas em uma petição. A Associação Coccinelle passou dias coletando assinaturas em locais como a Plaza de la Independencia e a Universidade Central do Equador em Quito. Estévez e outras mulheres transgênero montaram mesas e cadeiras nesses locais para explicar sua causa e obter assinaturas de transeuntes. As mulheres coletaram 1 800 assinaturas, superando em muito o que a lei exigia. Em novembro de 1997, o Tribunal Constitucional do Equador declarou inconstitucional a primeira cláusula do artigo 516 do Código Penal, descriminalizando a homossexualidade no Equador.

### Mudança na identidade de gênero
Em 2001, Estrella Estévez começou a tentar mudar o seu nome legal e a identidade de gênero na documentação oficial. Depois do registo civil ter recusado a alterar a sua documentação, decidiu apresentar uma queixa junto a Defensora Pública do Equador (Defensoría del Pueblo) em 2007. Em 24 de janeiro de 2008, o cartório decidiu a seu favor, exigindo que o registro civil reconhecesse sua identidade de gênero. O registro civil cumpriu em parte: em março daquele ano, mudaram seu nome legal para Estrella Estévez, mas se recusaram a atualizar seu sexo. A Defensoria Pública emitiu um acordo ministerial solicitando que o registro civil reconsiderasse sua decisão. O diretor do registro civil recusou, sustentando que a mudança violaria os artigos 84 e 89 da Lei do Registro Civil.
Após a resposta do registro civil, Estévez entrou com um mandado de amparo no Nono Tribunal Cível, na província dePichincha, mas o juiz não o concedeu. Ela então decidiu apelar da decisão perante o Tribunal Provincial de Justiça de Pichincha. Em 25 de setembro de 2009, o juiz Ramiro García decidiu a favor de Estévez, ordenando que o registro civil atualizasse imediatamente seu marcador de gênero para feminino. García baseou sua decisão no artigo 66 da Constituição, que garante tanto o direito à identidade pessoal quanto a igualdade de direitos independentemente da identidade de gênero.
Em 22 de outubro de 2009, o registro civil cumpriu a ordem judicial, e Estévez recebeu seu novo documento de identidade governamental exibindo seu sexo como feminino. O evento foi relatado pela mídia nacional no Equador e no Peru. Posteriormente, a Ouvidoria solicitou ao Tribunal Constitucional do Equador que aceitasse a decisão de García como um precedente vinculativo, mas o Tribunal não respondeu.
Ela foi indicada ao Prêmio Patricio Brabomalo, que é concedido aos equatorianos que promovem os direitos LGBT no país.